# Bratac
Bratac je nenaseljeni otočić u otočju Vrhovnjaci. Otočić je, uz hrid Bratac Mali, najzapadniji otok u otočju, a nalazi se oko 10.4 km istočno od Lastova.
Površina otoka je 22471 m2, a visina 4 metra.